# Erwin Ding-Schuler
Erwin Ding-Schuler, född 19 september 1912 i Bitterfeld, död 11 augusti 1945 i Freising, var en tysk kirurg och SS-Sturmbannführer, knuten till Waffen-SS Hygieninstitut.

## Biografi
Ding-Schuler anslöt sig till NSDAP år 1932 och till Schutzstaffel (SS) år 1936. Han avlade läkarexamen och godkändes som läkare 1937. Han författade och publicerade medicinska artiklar från år 1939 och anställdes som lägerläkare vid Buchenwald och chef för forskningsavdelningen för fläcktyfus och virusforskning vid Waffen-SS Hygieninstitut i Weimar-Buchenwald. Han samarbetade med läkaren Waldemar Hoven. Till 1945 genomförde han omfattande medicinska experiment, oftast med dödlig utgång, på omkring 1 000 fångar, i Block 46. Han använde olika gifter, som till exempel senapsgas och gav smittsamma ämnen för fläcktyfus, gula febern, smittkoppor, tyfus och kolera samt gasbrand.
Ding-Schuler begick självmord i amerikansk fångenskap.